# Chemin de fer Beira-Bulawayo
Le chemin de fer Beira-Bulawayo, aussi appelé ligne de Machipenda, chemin de fer Beira-Harare-Bulawayo et chemin de fer de Beira, est une ligne ferroviaire qui relie la ville de Beira, au Mozambique, à Bulawayo, au Zimbabwe. Elle fait 850 kilomètres et emprunte une voie à écartement sud-africain (1 067 mm).
Pour sa partie située au Mozambique, entre Beira et Machipanda, la ligne est exploitée par la compagnie Portos e Caminhos de Ferro de Moçambique (CFM) ; pour sa partie située au Zimbabwe, entre Mutare, Harare et Bulawayo, elle est prise en charge par les  National Railways of Zimbabwe (en) (NRZ).
Le port de Beira, relié à la gare ferroviaire de Beira, est une importante installation de logistique maritime.

## Histoire
Il s'agit, à l'origine, d'établir une ligne entre Harare et Beira selon l'accord des années 1870 entre le Mozambique portugais et les Rhodésies administrées par la BSAC[source insuffisante].
Cependant, la construction du premier tronçon ne commence qu'en 1892. Une voie étroite de 610 mm d'écartement, relie, le 4 février 1898, le port de Beira, au Mozambique actuel à Mutare, au Zimbabwe actuel. La ligne fait 357 kilomètres. Toujours en 1898, une voie à écartement sud-africain (1 067 mm) est ouverte entre Harare et Mutare, qui entraîne, en 1900, la conversion subséquente du tronçon de 610 mm venant de Beira.
Durant les années 1890, des travaux d'extension commencent, à partir de Bulawayo, au Zimbabwe. Il s'agit d'étendre vers le nord, jusqu'à Harare, une ligne de 1 067 mm, qui est achevée en 1899. Après la conversion des tronçons de Mutare et Machipanda, la ligne relie Bulawayo, Harare, Mutare, Manica, Chimoio, Dondo et Beira, sans rupture de charge.
Les locomotives pour les voies de 610 mm sont achetées à l'époque aux South African Railways ; elles sont nommées SAR class NG6.

## Embranchements

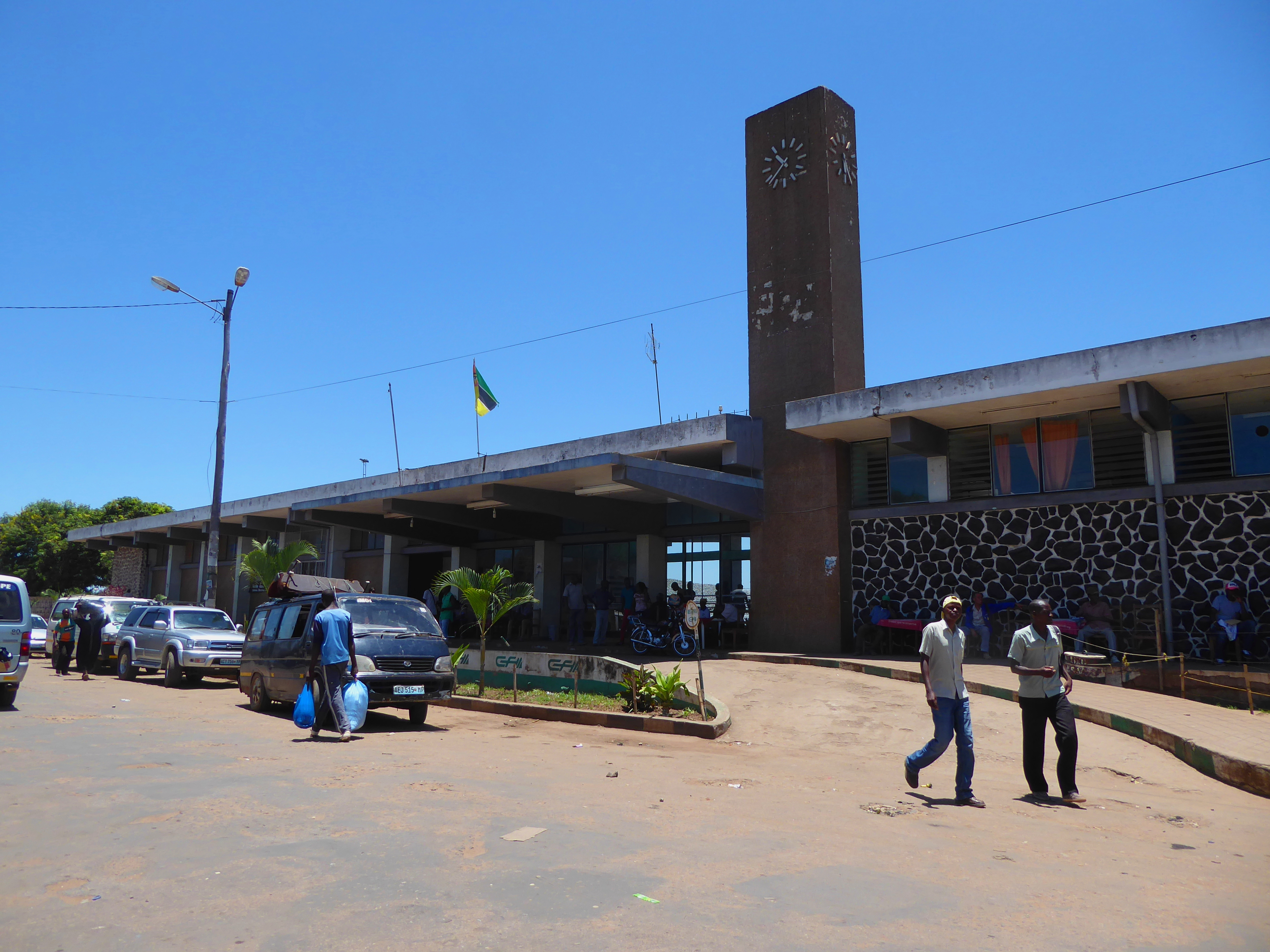
Gare de Chimoio au Mozambique, 2016.

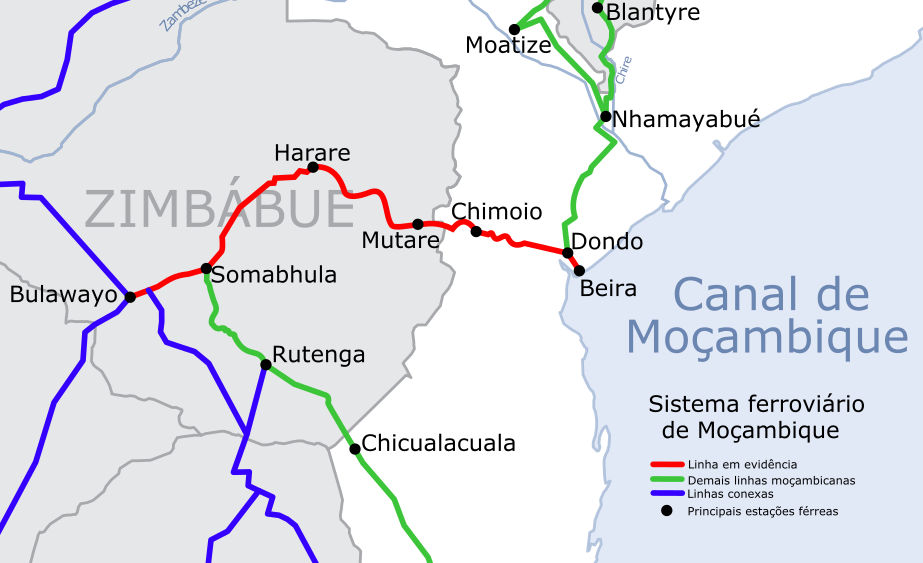
Carte ferroviaire Beira-Bulawayo (ligne rouge), voies ferrées avec jonction (en vert), autres itinéraires ferroviaires (en bleu).

La ligne Beira–Bulawayo  comporte quatre prolongements :
- le tronçon de Chinhoyi : il relie Harare à Chinhoyi[8].
  - tronçon Maryland-Kildonan : sous-embranchement du tronçon Harare-Chinhoyi, il relie Maryland à Kildonan.
  - tronçon de Bindura : dépendant de Harare-Chinhoyi, il relie Harare à Shamva.
- tronçon Gweru-Masvingo : il relie les deux villes qui lui donnent son nom[8].
  - embranchement de Shurugwi : sous-embranchement de Gweru-Masvingo, il relie Gweru à Shurugwi.
- tronçon Incisa : va à Incisa.
- tronçon Redcliff  : va à Redcliff.

## Interconnexions
À Dondo, la ligne Beira–Bulawayo possède une connexion avec le chemin de fer de Sena.
À Somabhula, existe une connexion avec le  Limpopo railway (en).
À Umzingwane, la ligne est connectée avec le Beitbridge Bulawayo Railway.
À Bulawayo, la ligne est connectée avec le chemin de fer Le Cap – Le Caire.